# Морлоки
Мо́рлоки (англ. Morlocks) — гуманоидные подземные существа-каннибалы, встречающиеся в различных произведениях фантастического жанра. Не выносят солнечного света.
Изначально персонажи фантастического романа Герберта Уэллса «Машина времени», представляющие постчеловеческую расу, эволюционировавшую из промышленного пролетариата, тогда как элои, представители другой существующей в этом мире расы, эволюционировали из буржуазии. В этом же понимании слово «морлоки» иногда употребляется метафорически. Морлоки человекоподобны, живут и ритуально работают под землёй, а ночью выходят на поверхность и пожирают элоев. Морлоки и элои обнаружены Путешественником по Времени (главным героем романа) в 802 701 году нашей эры.

## Морлоки в романе Уэллса
Морлоки в романе — гуманоидные существа, с длинными тонкими конечностями и бледной бело-серой кожей. Их лица плоские, практически лишенные подбородка. Глаза морлоков очень большие, серо-красные и отражают свет. По размерам морлоки сопоставимы с элоями и значительно меньше и слабее человека XIX столетия.
Морлоки обитают под землёй, в разветвленной системе подземных тоннелей и залов, сообщающихся с поверхностью через множество вентиляционных колодцев и шахт. Некоторые здания, оставшиеся от прежнего мира (вроде Белого Сфинкса и Дворца Зелёного Фарфора) также сообщаются с тоннелями морлоков. Тысячелетия обитания под землёй сделали морлоков чрезвычайно чувствительными к свету: их огромные глаза совершенно не переносят яркого освещения. Поэтому морлоки появляются на поверхности только изредка, преимущественно ночью. В больших количествах морлоки выбираются на поверхность только безлунными ночами.
В отличие от элоев, морлоки, очевидно, сохранили по крайней мере часть человеческого интеллекта, знаний и культуры. Они поддерживают в рабочем состоянии машины, обеспечивающие вентиляцию (и, предположительно, другие функции жизнеобеспечения) их подземных тоннелей, используют инструменты, изготавливают одежду и выращивают фрукты для элоев. Они также способны к логическому мышлению и комплексным выводам: в финале романа, после нескольких столкновений, они устраивают ловушку на Путешественника во Времени, используя в качестве наживки его Машину Времени. Путешественник также отмечает, что Морлоки очистили и смазали Машину Времени в то время, которое она находилась в их руках, и предполагает, что они, возможно, изучали её, пытаясь понять её назначение.
Согласно предположению Путешественника во Времени, морлоки — это потомки рабочих классов, оттесненных под землю правящей элитой (предками элоев). Хотя морлоки продолжают снабжать элоев пищей и одеждой, делают они это из сугубо утилитарных соображений: похоже, что элои являются единственным доступным источником мяса для морлоков и разводятся ими как скот.

## Морлоки в адаптациях
В экранизации «Машины времени» 2002 года морлоки были существенно изменены. Вместо паукообразных существ они остались гуманоидами-каннибалами, но разделились на множество подвидов. Известные подвиды морлоков: шпионы, охотники и лидеры. Лидеры — единственный разумный вид морлоков. Эта каста управляет разрозненными «колониями», ибо без их ментального контроля дикие морлоки попросту истребят всех элоев. Их история происхождения тоже несколько отличается. В фильме не делается различия между пролетарием и буржуазией. Вместо этого делается различие между теми, кто спрятался от катастрофы под землю, и теми, кто остался на поверхности, поэтому исходный социально-исторический подтекст, заложенный Уэллсом в романе, в экранизации практически отсутствует.
В сиквеле Стивена Бакстера «Корабли времени» морлоки представлены как раса с невероятными умственными способностями. Морлоки создали гигантскую сферу по орбите Венеры, окружив ею Солнце со всех сторон и лишив солнечного света покинутую ими Землю.
Во вселенной Warhammer 40,000 морлоками назывались элитные отряды терминаторов легиона Космического десанта «Железные руки».
Во вселенной Marvel Comics морлоками называют себя мутанты, живущие в канализации под Нью-Йорком. Внешне они сильно отличаются от обычных людей, из-за чего подвергаются агрессии с их стороны и поэтому ведут изолированный образ жизни.
В книге «Маруся» литературного проекта «Этногенез» также присутствуют персонажи, называемые морлоками. Это мутировавшие люди, живущие в заброшенных лесах. Они описываются как резко деградировавшее поселение, состоящее из сбежавших во время Второй мировой войны заключенных. В быту приемлют каннибализм, общаются с помощью крика и мата (жаргонная лексика).
В ситкоме «Теория Большого взрыва» в 14-й серии первого сезона, в которой молодые ученые приобрели на интернет-аукционе модель машины времени из фильма «Машина времени» 1960 года, одному из главных героев приснилось, что он попадает в далекое будущее, где на него нападают плотоядные морлоки.
В книге «Второго шанса не будет» фантаста-современника Сурена Цормудяна морлоки (также упоминаются молохиты или молохи, но они являются существами абсолютно другого типа) проходят центральной линией романа, скрытые под покровом тайны. Также упоминается их каннибализм. Под конец первой книги (или тома «Когда завидуют мертвым») выясняется, что один из главных героев книги — тоже морлок, но не обычный, а «цивилизованный», не питающийся человечиной.
В книге Андрея Левицкого «Сердце Зоны» морлоки — человекоподобные существа с синей кожей, мутировавшие из спецназовцев.
В сериале «Лапси» (2018 года) морлоки — люди, ослушавшиеся закона острова Сариола и навлекшие гнев Лапси. Они не говорят, но всё понимают, ведут себя, как зомби. Жители острова используют их в качестве рабсилы.
Во вселенной «World of Warcraft» есть класс юнитов со схожим названием «Мурлоки». Они представлены примитивными дикарями, похожими на антропоморфных амфибий.
 «Опаздывающий Филип Дж. Фрай» — седьмой эпизод шестого сезона мультсериала «Футурама».